# Daelim Besbi

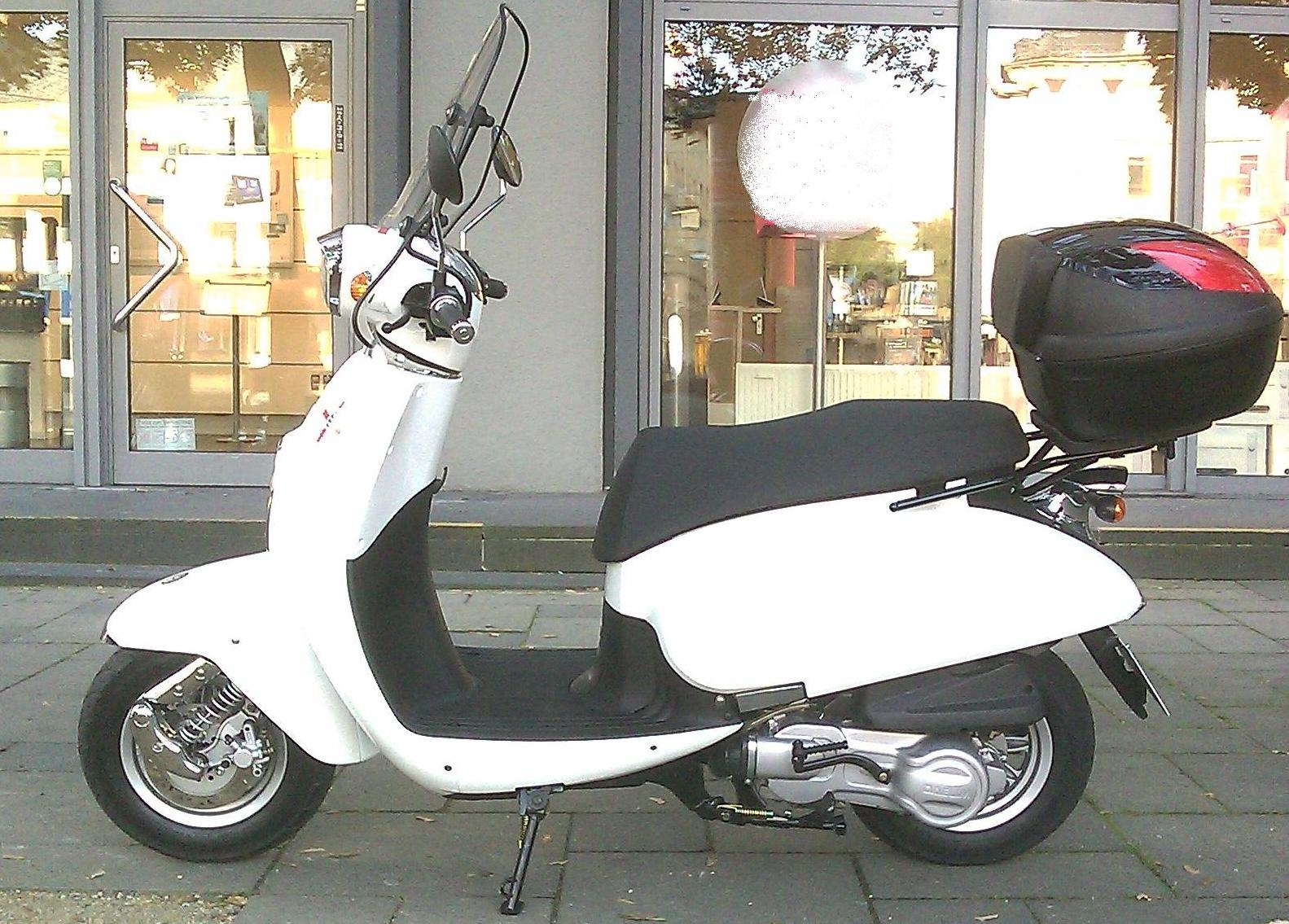
Daelim Besbi (Modelljahr 2010)

Daelim Besbi ist der Name eines von dem koreanischen Zweiradhersteller Daelim Motor Company hergestellten Motorrollers.

## Beschreibung
Das Design des Fahrzeugs ist klassisch gehalten und weist Stilelemente der Innocenti Lambretta oder der Vespa auf:

„Aufgemacht ist der Besbi wie eine altehrwürdige Lambretta mit den kleinen Zehnzöllern und der Kurzschwinge vorn, doch mit den legendären italienischen Old-School-Scootern hat der aktuelle Südkoreaner nicht viel gemein. Das beginnt beim gebläsegekühlten Viertaktmotor und endet nicht bei der Kunststoffverkleidung ...“

In Deutschland wurde das Fahrzeug nur von 2008 bis 2010 angeboten, während es in zahlreichen anderen europäischen Ländern wie Italien, Großbritannien oder Spanien nach wie vor erhältlich ist.
Auf dem australischen Markt wird der Motorroller von dem deutschen Unternehmen Sachs unter dem Namen „Sachs Amici“ vertrieben. In Korea ist auch eine „Classic“ genannte Variante erhältlich, die sich optisch insbesondere durch einen anderen Lenker und anderen Scheinwerfer unterscheidet.

## Technische Daten
Die technischen Daten des Daelim Besbi:
- Motor: Fahrtwindgekühlter Einzylinder-Viertaktmotor, 1 obenliegende Nockenwelle, 2 Ventile
- Hubraum: 124 cm³
- Leistung: 6,6 kW/9,0 PS bei 7000 min−1
- Getriebe: Automatik: stufenlose Keilriemenautomatik, Fliehkraft-Trockenkupplung
- Starter: Elektrostarter und Kickstarter
- Radstand: 1320 mm
- Lenkerhöhe: 990 mm
- Sitzhöhe: 745 mm
- Lenkerbreite: 660 mm
- Gewicht, leer: 105 kg
- Zuladung: 167 kg
- Tankinhalt: 6,0 l
- Höchstgeschwindigkeit: 88 km/h
- Bereifung vorne: 3.50–10
- Bereifung hinten: 3.50–10
- Bremsen (vorne/hinten): Scheibe/Trommel